# Ганн, Луи
Луи Гастон Ганн (фр. Louis-Gaston Ganne; 5 апреля 1862, Бюсьер-ле-Мин — 14 июля 1923, Париж) — французский композитор и дирижёр.

## Биография
Вырос в парижском пригороде Исси-ле-Мулино, окончил Парижскую консерваторию, где его учителями были Сезар Франк и Жюль Массне. Выступал как дирижёр, преимущественно в области лёгкой музыки, в том числе в знаменитом парижском кафешантане Фоли-Бержер и в казино Монте-Карло. Автор многочисленных оперетт, из которых наибольшим успехом пользовались «Бродячие артисты» (фр. Les Saltimbanques; 1899), патриотических маршей («Лотарингский марш» часто исполняется на французских военных парадах), различной танцевальной музыки. В России исполнялось его лирическое «Анданте и скерцо».
Был мало известен за пределами Франции. В честь Ганна названа улица в 20-м округе Парижа.